# Coffre-fort de Balthazar Picsou
Le coffre-fort de Balthazar Picsou (The Money Bin) est un bâtiment fictif apparaissant dans la plupart des aventures de Balthazar Picsou. Il est inventé en 1950 mais a assumé de nombreuses représentations, descriptions et attributions de fonctions au cours des publications.

## Origine et description
L’histoire Le perroquet qui comptait (The Pixilated Parrot) écrite en février 1950 par Carl Barks et publiée en juillet 1950 est la première à évoquer un coffre-fort au sein des bureaux de Picsou qui contiendrait « trois acres cubiques de monnaie » (soit 8 140 m3).
Petit à petit, le coffre est associé à plusieurs fonctions. Les employés de Picsou viennent y travailler, ses acquis (trophées, pierres précieuses, lingots, argent du souvenir) y sont conservés et celui-ci vit au dernier étage du coffre. Sa position et son histoire ont été développés par l'auteur Keno Don Rosa principalement dans les histoires Sa Majesté Picsou Ier (1989), La Bibliothèque perdue (1993) et L’Envahisseur de Fort Donaldville (1994). La description la plus précise du coffre de Picsou a été faite par Don Rosa dans Les Rapetou contre le coffre-fort (2001).
Les auteurs de bande dessinée, Carl Barks et Don Rosa les premiers, n’ont souvent pas respecté de plan précis pour le coffre, prenant des libertés selon les besoins de leurs histoires. Ainsi l’entrée du coffre est simplifiée dans L’argent coule à flots (1987), l’étage des appartements est supprimé dans La Première Invention de Géo Trouvetou (2003), l’étage de la Direction reçoit donc des fenêtres, l’étage de la direction est totalement modifié (ajout de pièces, etc.)…
Dans la majorité des histoires, le coffre est gris, mais passe parfois à l'orange, au vert ou au blanc. Le coffre passe parfois du carré au rectangle ou disparaît de sa colline pour se retrouver en ville. Dans les histoires d'origine italienne, les murs deviennent bleus et une coupole rouge surmontée d’une antenne apparaît sur le toit.
Le volume d’argent change également selon les histoires. Dans la majorité d'entre elles, l’argent est situé à deux ou trois étages en dessous des Bureaux de la Direction, mais il en déborde parfois.
Il est à noter que dans la série La Bande à Picsou (1987), ce dernier ne vit pas dans son coffre, mais dans un luxueux manoir. Dans le reboot de 2017 de cette série, Picsou ne vit pas non plus dans son coffre, mais de plus, celui-ci n'est pas situé sur une colline. Il est placé sur un petit ilot légèrement au large de Canardville (autre nom français de Donaldville) et un pont le relie à la cité.

### Géographie fictive

Donaldville.

D’après l’auteur Don Rosa dans l’histoire L’Envahisseur de Fort Donaldville, le coffre se situe sur la Colline Killmotor (Planche 1, Case 1), dans la ville de Donaldville, située dans l’État (fictif) du Calisota. Cet état se situe entre l’État de Californie et l’État de Washington. La colline se situe à proximité de la baie, reliant la rivière Tulebug à l’océan Pacifique.

### Histoire fictive
Le coffre occupe le site de Fort Drakeville, bâti par Francis Drake, corsaire au service de la reine Élisabeth Ire d’Angleterre. Le fort devient la propriété de Cornélius Écoutum, à la suite de son attaque par des troupes espagnoles, en 1818. Le nouveau propriétaire du fort réussit à faire fuir les soldats, et le renomme « Fort Donaldville ». L’acte de propriété (qui n’est autre qu’une cession de territoire du Roi George III) est vendu à Picsou par Jules Ecoutum, en 1899, ce dernier étant ruiné. Picsou fera démonter les ruines du fort, et bâtira dessus son coffre, en 1902. Peu avant la construction du coffre, les Castors Juniors, chassés des ruines du fort par Picsou alertent le Président des États-Unis, Théodore Roosevelt, prétendant que Picsou viendrait installer une base militaire. Le Président se précipite à Donaldville, avec l’armée, la cavalerie, et la marine. Après que Picsou et Roosevelt se soient reconnus (ils s’étaient rencontrés dans les Badlands du Dakota), Picsou est libre de bâtir son coffre.

### Les différents coffres de Picsou
Dans les histoires d’autres auteurs (surtout Barks), Picsou possède d’autres bâtiments, perchés sur sa colline ou non :
- Un bâtiment gris et rectangulaire percé de nombreuses fenêtres à guillotine, un $ perché sur l’avant du toit, situé en centre-ville : un jour, Picsou recharge un canon avec un tonneau entier de poudre, puis le déclenche par accident : le boulet transperce la façade principale, de nombreux bâtiments aux alentours, puis est renvoyé par une pile de matelas dans le sens inverse, où il démolit la porte blindée du coffre à liquidités puis un des murs de ce même coffre, laissant la fortune atterrir dans la rue[20].
- Un bâtiment en forme de coffre-fort, blanc, avec un bouton tourneur gigantesque au milieu de la façade principale, entouré d’un fossé d’acide sulfurique, situé sur la colline : un jour, apprenant que les Rapetou vont voler son argent en creusant un trou sous le coffre, Picsou remplit le coffre à liquidités d’eau, afin de noyer les Rapetou s’il parviennent à la fortune : mais la nuit suivante, une vague de froid s’abat sur la ville, gelant l’eau qui augmente de volume et qui explose les murs du coffre[21].
- Un bâtiment blanc à toit vert, avec un $ géant au milieu de la façade principale, situé en centre-ville[22].
- Un bâtiment rond construit dans une matière très résistante, qui sera frappé par une météorite et qui explosera.
- Ce n’est pas vraiment un coffre, mais Picsou cache un jour sa fortune au fond d’un lac, retenu par un barrage en bois : les Rapetou découvrent la fortune au fond du lac et attaquent le barrage à l’aide d’une loupe gigantesque (pour faire brûler le barrage avec l’énergie du Soleil), de dynamite cachée dans des poissons, de bombes au Napalm transportées par des cormorans, d’un orage, et enfin de termites qui arrivent à le détruire, entraînant la fortune avec l’eau[22].
- Une vieille citerne située sur un terrain vague, que Picsou remplit avec des billets de 10 000 $ (il a fait changer ses pièces en billets) : un jour, les Rapetou découpent les piliers de la citerne et la font rouler jusqu’à leur terrain, mais Picsou avait remplacé l’argent par des policiers[23].
- Une autre fois, Picsou stocke sa fortune dans un énorme silo à maïs, dans une ferme lui appartenant, mais une tornade survient et disperse la fortune sur tout le territoire des États-Unis : il pourra toutefois récupérer sa fortune.

## Description d'aprèsDon Rosa
D’après les deux dessinateurs principaux des aventures de Picsou, Carl Barks et Don Rosa, le Coffre est un grand bâtiment carré, de 40 mètres de côté et de 43 mètres de hauteur. À l'origine, le coffre intérieur peut recevoir jusqu'à 8000 mètres cubes d'argent. Le bâtiment est de couleur grise, avec un signe « dollar » géant doré inscrit dans un grand cercle doré accroché à la façade principale. Il y a un sous-sol, un rez-de-chaussée, 11 étages de 40 m de longueur et de 10 m de largeur, et un toit-terrasse. Il est défendu (extérieurement) par des mines, des canons et des chiens de garde, dissimulés sur la colline. On trouve de gros panneaux, collés au mur, où sont inscrits des ordres comme « Ouste ! » ou « Filez ! ».
Les plans, dessinés par Don Rosa avec l'aide d'un architecte, apparaissant dans Les Rapetou contre le coffre-fort nous renseignent bien sur le coffre.

### Le sous-sol
Le sous-sol contient la salle des générateurs, au nombre de 4 : le générateur principal, le générateur de secours, le générateur de secours bis, et le générateur de secours du générateur de secours bis. Il y a également une salle de pompage, associée à un puits, datant de l’époque de Fort Donaldville, une vieille chaudière (que Picsou n’utilise que quand l’encre des calculatrices commence à geler), une pièce affectée au stockage et à la fabrication des pièges anti-intrus et une pièce (fermée) équipée d’un bassin d’huile de putois, situé juste en dessous d’un plancher ouvrant du rez-de-chaussée, à l’étage du dessus. Un escalier permet d’accéder au rez-de-chaussée.

### Le rez-de-chaussée
Le rez-de-chaussée permet l’accès aux autres étages du Coffre, il est donc très bien protégé. On y trouve deux postes de garde, ainsi que, dans l’ordre :
1. Clous à trois pointes,
2. des pièges à ours,
3. un canon
4. un sol électrifié,
5. des serpents et des araignées,
6. un bassin d’acide,
7. des mines,
8. des tourelles à mitrailleuse gatling,
9. un plancher ouvrant, faisant atterrir la personne piégée dans le bassin d’huile de putois situé au sous-sol.

Une fois les pièges passés, Picsou utilise un ascenseur privé, ses employés devant se contenter d’escaliers. L’arrivée du toboggan (situé sous une trappe devant le bureau de Picsou) se trouve dans un cendrier, situé à l’extérieur du rez-de-chaussée.

### Premier étage
Le premier étage a pour fonction la conservation des lingots. On y trouve trois salles, la première pour les lingots d’argent, la deuxième pour les lingots d'or, la troisième pour les lingots de platine ; les lingots sont posés sur des palettes de métal. Il y a également des sanitaires (une pièce) et un poste de garde. Il y a un accès à l’étage par l’ascenseur privé, et par un escalier  pour les employés.

### Deuxième étage
Le deuxième étage a pour fonction la conservation des pierres précieuses. S'y trouvent quinze salles contenant des pièces précieuses, une salle pour chaque type de pierre :
1. pour les rubis,
2. pour les saphirs,
3. pour les corindons,
4. pour les jades,
5. pour les turquoises,
6. pour les opales rouges,
7. pour les opales noires,
8. pour l’ambre,
9. pour les topazes,
10. pour les émeraudes,
11. pour les perles,
12. pour les perles noires,
13. pour les diamants de grosse taille,
14. pour les diamants de très grosse taille,
15. pour les diamants de taille énorme.

Il y a, en plus du poste de garde, un accès à l’étage par l’ascenseur privé, mais pas par les escaliers des employés et une caméra, située près de la salle à rubis et d'une grille d'aération.

### Troisième étage
Le troisième étage a pour fonction la conservation des documents importants. On y trouve trois salles principales, la première pour les actions et bons du trésor, la deuxième pour les contrats et la troisième pour les actes notariés. Il y a aussi une pièce pour le stockage du papier carbone légèrement usagé et une autre pour les crayons à moitié utilisés (montrant l’avarice de Picsou). On trouve des bureaux pour les archivistes. Il y a également des sanitaires (deux pièces). Il y a un accès à l’étage par l’escalier des employés, mais pas par l’ascenseur privé.

### Quatrième étage
Le quatrième étage a pour fonction les communications. On y trouve trois salles principales, la première étant la salle du courrier (équipée d’une boîte de récupération des timbres-poste non-usagés, d’une deuxième pour la récupération des enveloppes à adresse effacée, et d’une dernière pour la récupération des poussières de gomme, mettant bien en valeur l’avarice de Picsou), la deuxième le standard, la troisième la salle radio. Il y a aussi une salle de repos pour les porteurs de courrier (plus petite que l’ascenseur). Il y a également des sanitaires (deux pièces). Il y a un accès à l’étage par l’escalier des employés, mais pas par l’ascenseur privé.

### Cinquième, sixième, septième, huitième, neuvième étages
Les cinquième, sixième, septième, huitième et neuvième étages ont pour fonction le suivi de la bourse. S'y trouve un nombre impressionnant de bureaux, armoires, chaises, télex pour les employés, faisant penser un Rapetou à un « océan de bureaux » ou une « galère à comptables ». Il y a aussi un placard à balais et un local pour les employés (de la même taille que le placard à balais). Il y a également des sanitaires (deux pièces). Il y a un accès à ces étages par les escaliers des employés, mais pas par l’ascenseur privé.

### Dixième étage
Le dixième étage a pour fonction la direction. On y trouve :
- une bibliothèque (où Picsou entrepose les documents lui permettant de découvrir des trésors) ;
- une armurerie (où se trouvent de nombreuses armes, de la hache Indienne au canon, en passant par le fusil et la dynamite) ;
- un laboratoire de titrage ;
- une salle à soucis : les murs y sont capitonnés, et un sillon circulaire est tracé dans le sol (se faisant demander à un Rapetou « Une pièce avec des murs capitonnés et un sillon circulaire dans le sol ! Trop petit pour faire du jogging ! Picsou jouerait-il aux courses de petites voitures ? »[36]) ;
- le bureau de Picsou (il y a un canon tourné vers l’entrée et une trappe destinée aux importuns, située derrière le bureau, conduisant à un toboggan d’éjection ; il y a aussi un télex, un planisphère et la vitrine du Sou no 1 de Picsou) avec la porte blindée permettant l’accès au coffre des liquidités, où se trouvent 300 mètres cubes d’argent liquide ;
- une salle réservée aux fournitures ;
- des sanitaires (deux pièces).

Les escaliers des employés et l’ascenseur privé donnent accès à cet étage et s’y arrêtent. Un escalier en colimaçon débute dans le bureau de Picsou, donnant accès à l’étage supérieur.

### Onzième étage
Le onzième étage a pour fonction l’habitation de Picsou. C’est le seul étage où il y a des fenêtres. Il y a un accès à ce niveau par l’escalier en colimaçon débutant de l’étage inférieur, dans le bureau de Picsou. On y trouve :
- un bureau ;
- une cuisine ;
- une salle de bains ;
- une chambre où se trouve une entrée secrète du coffre des liquidités : un toboggan aboutit dans un faux parpaing, qui pivote et laisse voir une entrée très étroite, permettant tout juste à Picsou de passer pour son bain de pièces[39] ;
- une peinture de Goldie O’Gilt, premier amour de Picsou, recouvert de rideaux rouges et éclairé par une lampe de mineur ;
- un tableau au-dessus du lit représentant la cabane de prospecteur que Picsou habitait, au Yukon, pendant la Ruée vers l’or du Klondike ;
- un salon où se trouve une mosaïque réalisée par la société « Keno Rosa de Louisville », en fait un clin d’œil de l’auteur à lui-même, Don Rosa étant né à Louisville, dans le Kentucky ;
- la salle de contrôle des défenses du Coffre ;
- une remise ;
- un pigeonnier ;
- la pièce d’entretien de l’ascenseur.

- la Salle des Trophées, renfermant les trésors que Picsou a accumulés au cours de sa vie, au fur et à mesure des histoires de Barks et Rosa. On y aperçoit, entre autres les objets suivants :

| Trésor                                                                                                 | Histoire où il est découvert         | Auteur     | Commentaire |
| --- | ------------------------------------ | ---------- | --- |
| Une amphore contenant des pièces du trésor de Crésus                                                   | Le Trésor de Crésus                  | Don Rosa   | |
| Le vase trophée es Cracbadaboum                                                                        | Rencontre avec les Cracs-Badaboums   | Carl Barks | |
| Le trésor de Sire Duncan McPicsou                                                                      | Le Secret du vieux château           | Carl Barks | |
| Des œufs carrés                                                                                        | Retour à Sétatroce                   | Don Rosa   | Aussi visibles dans Perdus dans les Andes !. |
| La Toison d’or                                                                                         | À la recherche de la Toison d'or     | Carl Barks | |
| Le coffret du livre contenant la quintessence de la Bibliothèque d’Alexandrie                          | La Bibliothèque perdue               | Don Rosa   | Le livre en question étant tombé en poussière, Picsou ne put en récupérer que le coffret le contenant.                                                       |
| Une amphore contenant des joyaux des mines du roi Salomon                                              | Les mines du roi Salomon             | Carl Barks | |
| Un quarter de 1916, pièce la plus rare au monde                                                        | Les Mystères de l'Atlantide          | Carl Barks | |
| La plaque de cuivre prouvant que la colline de Picsou ne fait pas partie officiellement des États-Unis | Sa Majesté Picsou Ier                | Don Rosa   | |
| Des lingots du Hollandais volant                                                                       | Le Trésor du Hollandais volant       | Don Rosa   | |
| La pépite d'or « Œuf d’oie »                                                                           | Retour au Klondike !                 | Carl Barks | C'est elle qui a rendu Picsou millionnaire. |
| Le rubis à rayures                                                                                     | Un rubis pour la haute               | Carl Barks | A inspiré Fabergé pour ses œufs. Picsou l'avait déjà trouvée puis perdue dans Le Bâtisseur d'empires du Calisota.                                            |
| La couronne de Gengis Khan                                                                             | La Couronne perdue de Genghis Khan ! | Carl Barks | Par la suite, Picsou l'a perdue au Tibet dans Retour à Xanadu.                                                                                               |
| La pierre philosophale                                                                                 | La fabuleuse pierre philosophale     | Carl Barks | Récupérée par le Conseil Monétaire International dans cette histoire. Mais reprise par Picsou dans Une lettre de la maison.                                  |
| L'armure du Chevalier Noir                                                                             | Picsou contre le Chevalier noir      | Don Rosa   | Picsou la cacha dans un énorme cube de forbidium (matériaux inventé par Géo Trouvetou). Il l'envoya ensuite dans l'espace dans Le Retour du Chevalier noir). |
| Un panier contenant une partie du trésor d’Aladin                                                      |                                      | Carl Barks | |
| Des vases contenant une partie du trésor du roi Minos                                                  | La fabuleuse pierre philosophale     | Carl Barks | |
| L’acte de propriété d’Eldorado                                                                         | Un dernier seigneur pour Eldorado    | Don Rosa   | Picsou n'ayant pu s'approprier le trésor de l'Eldorado, il se contenta d'en conserver l'acte de propriété.                                                   |
| L’Étoile du Monde, le plus gros diamant du monde                                                       | Le champion de la fortune            | Carl Barks | |
| Des vestiges des mines incas                                                                           | Sur la piste des conquistadors       | Carl Barks | |
| Des perles du navire Kuku Maru                                                                         | Pêche aux perles                     | Carl Barks | |
| La couronne des Mayas                                                                                  | La couronne des Mayas                | Carl Barks | |

Certains trésors sont conservés dans d'autres salles du coffre. Par exemple, la totalité du stock mondial de bombonium (appelé "bombastium" en anglais, récupéré dans Une affaire de glace), tenant en une boule, se trouve dans le frigo de la cuisine, devant être conservé dans du froid.

## Galerie

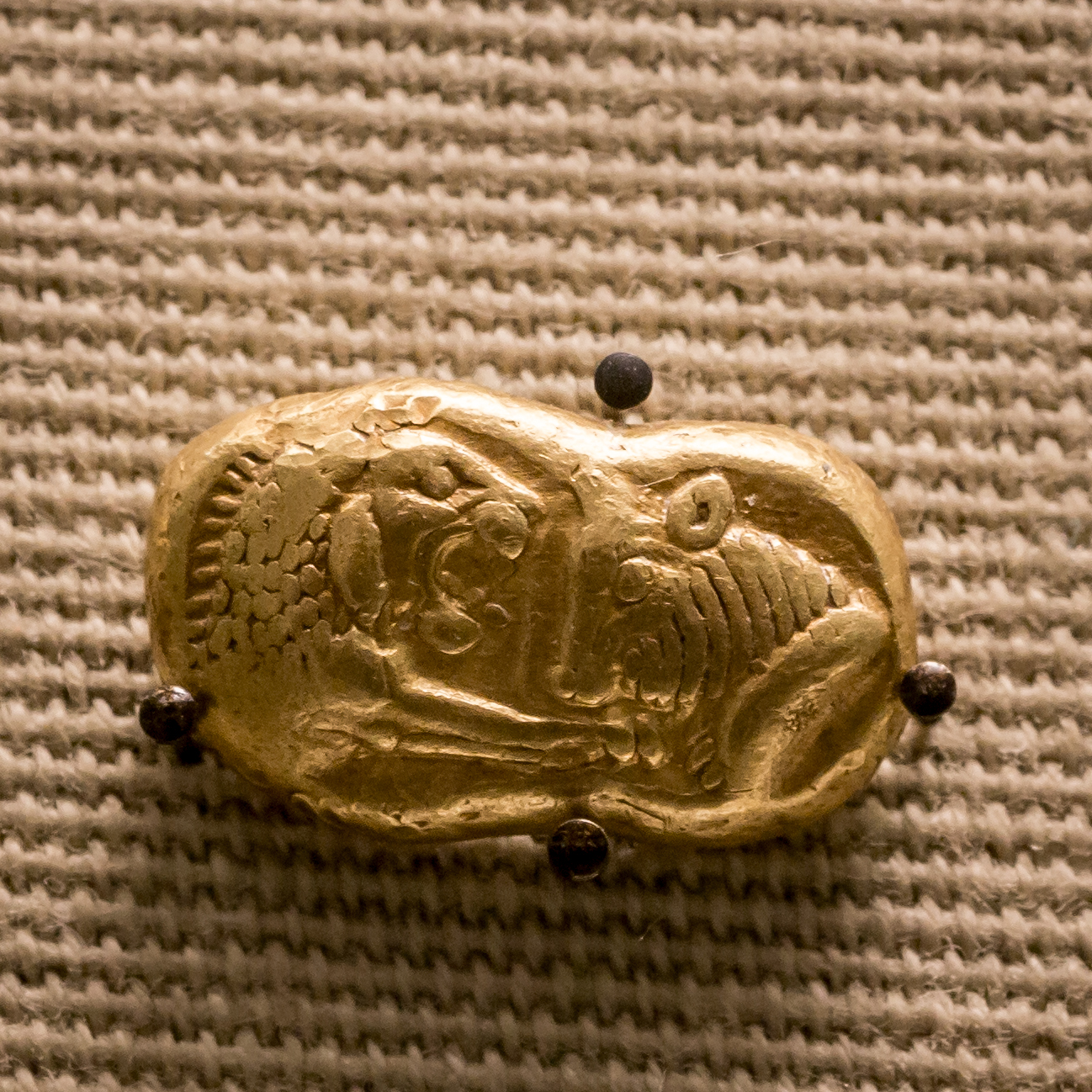
Monnaie en or de Crésus représentant un lion et un taureau, 561-520 av. J.-C., conservé au British Museum
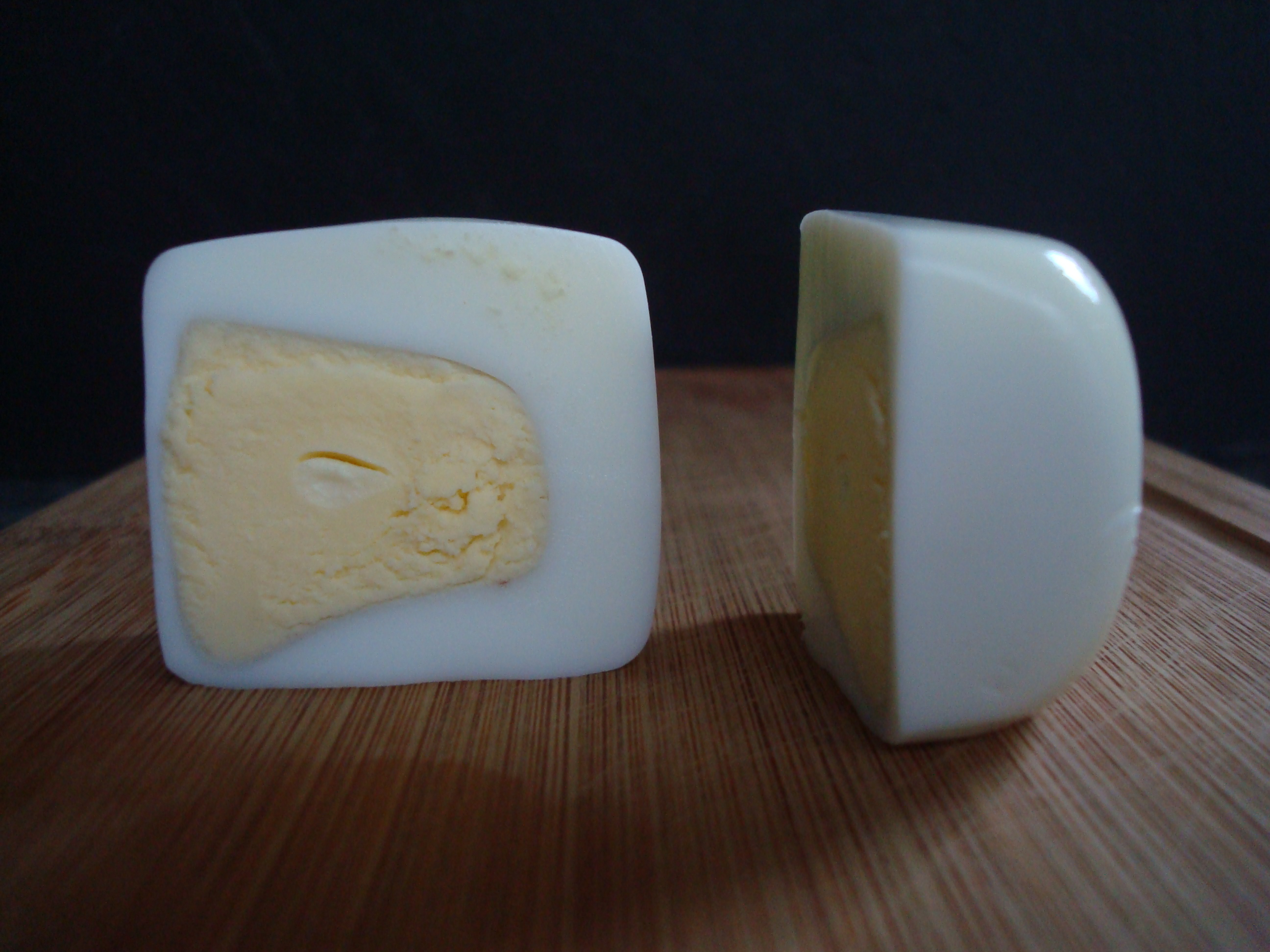
Œuf dur carré
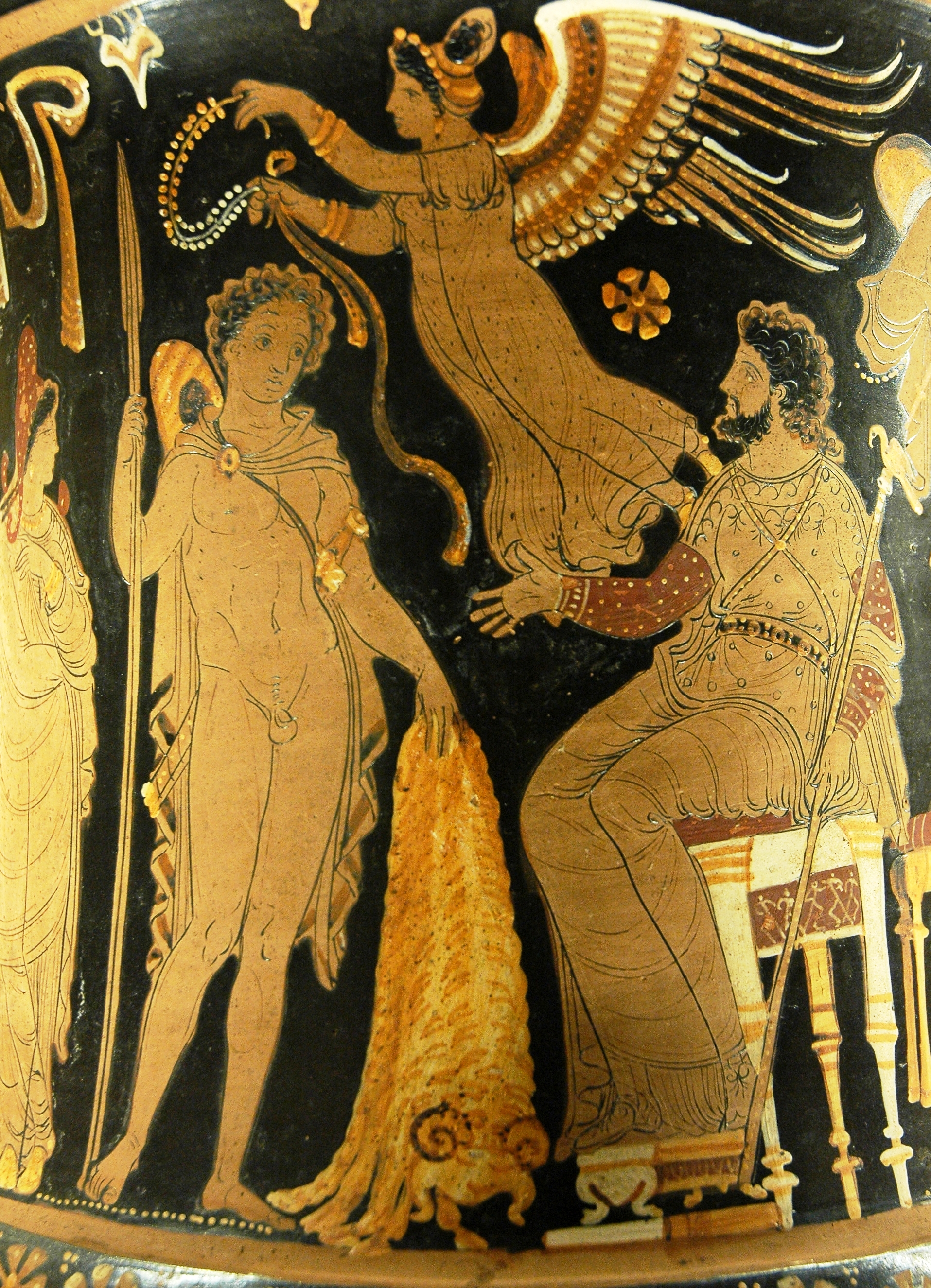
Jason apportant à Pélias la Toison d'or. Cratère à figures rouges d'Apulie, v. 340 av. J.-C., musée du Louvre.
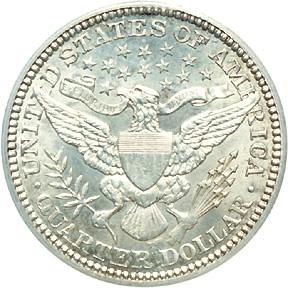
Revers d'un quart de dollar américain datant de 1913

## Les attaques importantes menées contre le Coffre
Le Coffre est souvent endommagé (partiellement ou totalement), le plus souvent à cause d’une attaque des Rapetou ou d’une bêtise de Picsou :
- Le Coffre explose totalement, ses murs ayant été fragilisés par un rayon et les Rapetou ayant foncé dedans avec plusieurs bulldozers[6].
- Le Coffre est incliné d’une quarantaine de degrés, après que Picsou a déclenché par inadvertance une éruption volcanique dans tout Donaldville[43].
- Le Coffre se retrouve à l’envers, après avoir été rétréci à cause d’une machine et enlevé de la colline par les Rapetou : Picsou le retrouve, lui redonne sa taille et le replace sur la colline… malheureusement dans le mauvais sens[44].
- Le Coffre est ouvert à l’aide d’une scie-aspirateur géante appartenant aux Rapetou, à Miss Tick et à Gripsou, aspirant tout l’argent et y laissant une ouverture béante[45].
- Le Coffre est attiré dans l’espace après que Picsou a enclenché un boîtier de commande extraterrestre : il le retrouve près de Jupiter, arrimé à un astéroïde, les pièces flottant en orbite autour et le replace sur la colline (ou plus exactement, il replace le coffre arrimé à l’astéroïde sur la colline)[46].
- Le Coffre est attaqué par le Chevalier Noir, revêtu d’une armure recouverte d’un dissolvant universel : il dissout la porte d’entrée, les pièges à loup, l’acide, se fabrique un escalier dans le bassin d’acide pour en sortir, il continue l’attaque en dissolvant les murs intérieurs et extérieurs du Bureau de la Direction, un canon, il entame la porte blindée du coffre à liquidités, se fait avoir par Picsou et tombe dans le Coffre à Diamants (la seule matière que le Dissoutou ne peut entamer), assommé, après avoir traversé tous les étages, occasionnant d’importants dégâts[47].
- Le Coffre voit son entrée exploser, puis sa façade, Picsou devenant fou car il croit qu’une armée a pénétré son coffre, sa nouvelle machine anti-attaque lui faisant croire à cela (c’est en fait l’attaque d’un sucrier par des fourmis)[48].
- Le Coffre voit son fond céder, sous le poids de l’argent, qui tombe dans une énorme caverne, située sous la colline : Géo Trouvetou invente un gaz pour remonter l’argent dans le Coffre, mais il est arraché de ses fondations et s’envole ; il finit par se poser sur la Statue Géante de Cornélius Écoutum grâce à Filament, puis réintègre la colline[49].
- Le Coffre est (encore) attaqué par le Chevalier Noir, qui cette fois dissout une partie du mur extérieur du Rez-de-Chaussée, retombe à travers les étages (mais arrive à s’en sortir), dissout la porte blindée du coffre des liquidités, abîme l’échelle permettant de remonter (il piège donc Donald et ses neveux), perce le sol de deux étages, dissout un mur pour pénétrer dans le coffre des liquidités et arrive à dissoudre quelques pièces mais finit par être éjecté du coffre par un stratagème de Donald et ses neveux[50].
- Le Coffre est attaqué par les Rapetou, qui saccagent l’intérieur : ils démolissent tout l’équipement caméra du Coffre, renversent une étagère dans la bibliothèque, cassent le WC de la salle de bains, fouillent la cuisine et brisent la lampe de la chambre[5].